# Datana infusa
Datana infusa är en fjärilsart som beskrevs av Dyar. Datana infusa ingår i släktet Datana och familjen tandspinnare. Inga underarter finns listade i Catalogue of Life.